# رشيد معطر
رشيد معطر (ولد في 27 يناير 1959) هو مدرب كرة القدم جزائري واللاعب السابق. وهو حاليا مدرب فريق نادي نانسيالاحتياطي.
كان معطر لاعبًا جزائريًا دوليًا لعب في كأس الأمم الأفريقية 1988.

## روابط خارجية
- رشيد معطر على موقع قاعدة بيانات كرة القدم.إي يو (الإنجليزية)
- رشيد معطر على موقع ناشيونال فوتبول تيمز (الإنجليزية)
- رشيد معطر على موقع عالم كرة القدم.نت (الإنجليزية)